# Mîhailo Pavlîk
Mihailo Pavlîk (în ucraineană Михайло Павлик; n. 17 septembrie 1853, raionul Cosău, URSS – d. 26 ianuarie 1915, Lemberg, General Government of Galicia and Bukovina⁠(d), Imperiul Rus) a fost un scriitor și publicist ucrainean. A făcut studii la Universitatea din Liov și a fost un prieten apropiat al scriitorului Ivan Franko, împreună cu care a fondat Partidul Radical Ucrainean în anul 1890. Este autorul mai multor povestiri și al romanului Un om pierdut (1878). 